# رؤیت یوفو در ایران
این لیستی از مشاهدات ادعایی شیء ناشناس پرنده یا بشقاب پرنده در ایران است.

## دوران باستان

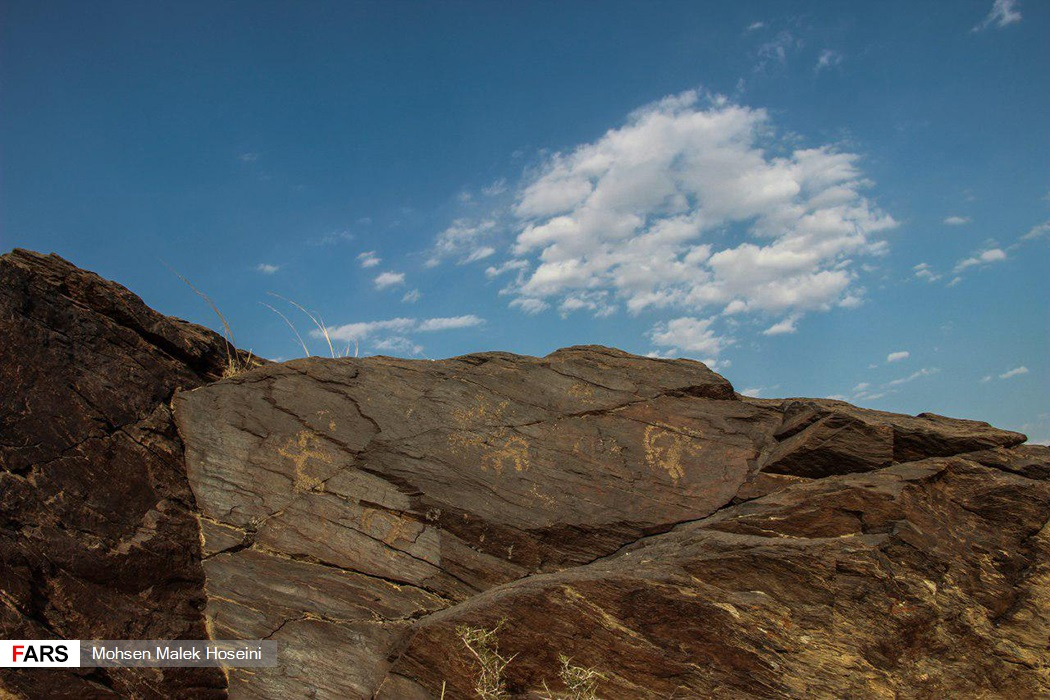
نگاره‌ای از سنگ‌نگاره‌های تیمره

- در سنگ‌نگاره‌های تیمره خمین، انسان‌هایی با بال‌های بسیار بزرگ تصویر شده‌اند که مربوط به ۴۰۰۰۰ سال پیش هستند. سنگ‌نگاره‌هایی مشابه تیمره، ۳۰۰۰۰ سال بعد در پارک ملی یلواستون ایالات متحده توسط بومیان آمریکا ایجاد شده‌اند.[۱]

## ۱۳۵۵

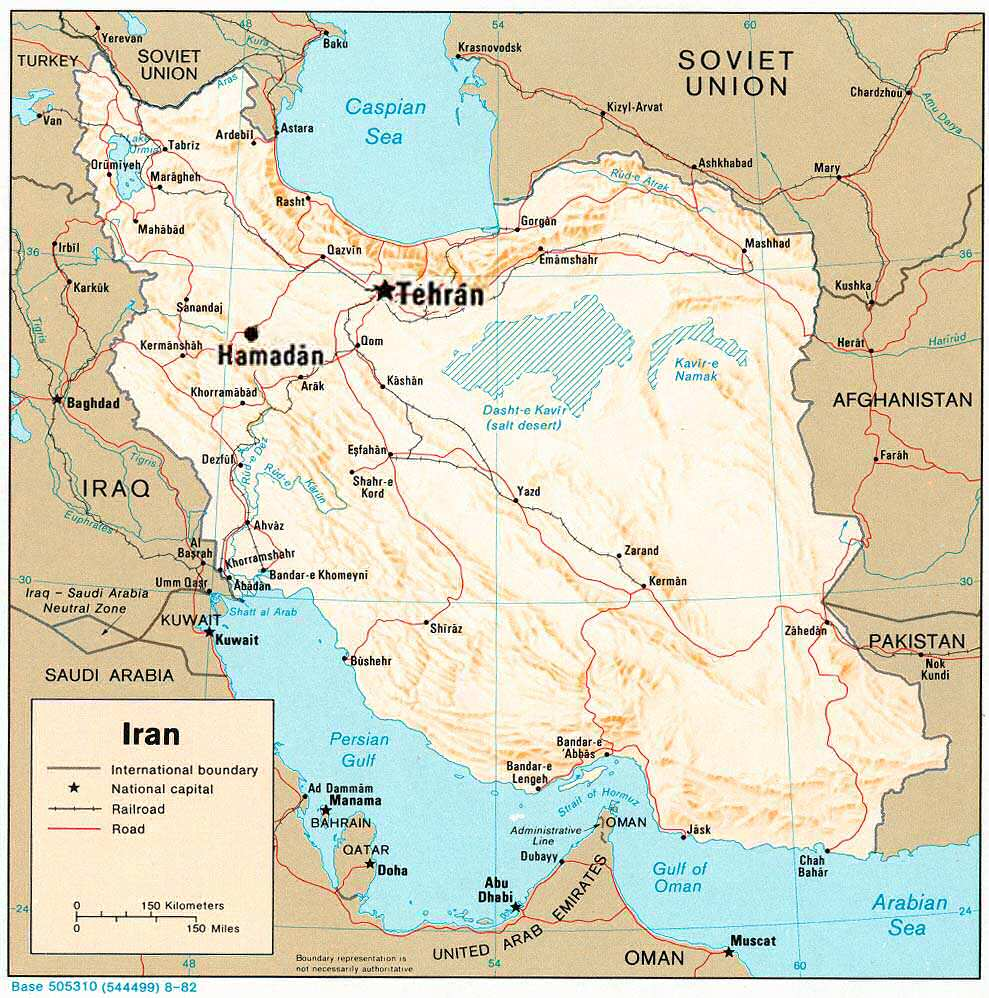
نقشهٔ ایران و کشورهای اطراف که تهران و همدان را نشان می‌دهد؛ مکانی که دو فروند اف ۴ به پرواز درآمدند.

- حادثه بشقاب پرنده تهران در ۲۸ شهریور ۱۳۵۵، مشاهده راداری و بصری یک شی پرنده ناشناس (UFO) بر فراز تهران، پایتخت ایران بود. این حادثه به دلیل اثرات الکترومغناطیسی بر هواپیما در نزدیکی بشقاب پرنده قابل توجه است. دو فروند جت فانتوم ارتباطات خود را با نزدیک شدن به شی ناشناس از دست دادند، اما پس از دورشدن دوباره وسایل ارتباطی آنها روشن شدند. یک فانتوم زمانی که می‌خواست به سمت شیء شلیک کند، سیستم‌های تسلیحاتی خود را از دست داد.[۲] این حادثه به خوبی در گزارش آژانس اطلاعات دفاعی با فهرست توزیعی که شامل کاخ سفید، وزیر امور خارجه، رئیس ستاد مشترک، آژانس امنیت ملی و سازمان اطلاعات مرکزی است ثبت شده است. افسران بلندپایه نیروی هوایی ارتش ایران که مستقیماً با این رویدادها دخیل هستند نیز به صورت عمومی اعلام کرده‌اند که معتقدند این شی یک هواپیمای فرازمینی بوده است.[۳]

## ۱۳۶۱
- در شب تابستان ۱۳۶۱ در اصفهان انعکاس بزرگی از یک شی (یوفو؟) توسط هزاران نفر از مردم محلی در آسمان مشاهده شد.[نیازمند منبع]

## ۱۳۸۱
- در سال ۱۳۸۱ گزارش‌هایی مردمی از حرکت جسمی نورانی در آسمان کرمان مخابره شد و منشأ این شیء نورانی نیز مانند موارد مشابه دیگر مشخص نشد.[۴]

## ۱۳۸۲
- در مرداد ۱۳۸۲، دو گردشگر چند بشقاب پرنده زرد و سفید را در نزدیکی دریای خزر مشاهده کردند.[۵]

## ۱۳۸۳
- فروردین سال ۱۳۸۳ اهالی شهرهایی همچون اردبیل، مشکین شهر، تبریز، اردبیل و گنبدکاووس برای دو شب شاهد حرکت شیء پرنده در آسمان شهرشان بودند. این اتفاق از چنان اهمیتی برخوردار شد که نمایندگان مجلس مجبور به اظهارنظر شدند. علاءالدین بروجردی، رئیس کمیسیون امنیت ملی مجلس در آن زمان، در این رابطه گفته بود: «این پدیده چیز جدیدی نیست، قبلاً هم خبرهایی در این زمینه منتشر شده که بیشتر گزارهای مردمی مبنی بر رؤیت این اجسام بوده و هنوز گزارش رسمی دریافت نشده است. گزارش‌های متفرقه مردم مبنی بر وجود این اجسام در آسمان کشورمان به لحاظ امنیتی جدی تلقی نمی‌شود».[۶] در همان زمان، انجمن نجوم ایران در بیانیه‌ای تمام این اتفاقات را مربوط به سیاره زهره دانست: «تقریباً تمامی گزارش‌های مربوط به جسم نورانی ناشناس در شهرهای مختلف کشور و تمام تصاویر پخش‌شده مربوط به سیاره درخشان زهره بوده است».[۷]

مشاهدات یوفو از ۲۹ فروردین سال ۱۳۸۳ شروع شد. در ابتدا صدا و سیما قصد گزارش این مشاهدات را نداشت ولی این گزارشات آنقدر گسترده و طولانی مدت بود که به‌ناچار برای اینکه مردم نگران نشوند اقدام به گزارشهای کوتاهی در صدا و سیما شد. پس از آن تقریباً هرشب گزارشهایی در اخبار تلویزون ایران پخش می‌شد و در شهرهای شمالی کشور و قزوین و بسیاری جاهای دیگر مشاهدات طولانی مدتی توسط مردم گزارش می‌شد و خبرنگاران صدا و سیما در بعضی موارد موفق می‌شدند از اشیائ نورانی گزارش تصویری تهیه کنند و حتی به‌طور مستقیم از تلویزیون پخش شد. در هفتم اردیبهشت برنامه ویژه خبری بعد از اخبار ۲۲:۳۰ شبکه ۲ به این موضوع اختصاص داشت و آقای دکتر ایرج ملکپور به عنوان کارشناس در برنامه حاضر شد و دو کارشناس هم به‌طور تلفنی شرکت داشتند پروفسور عجب شیرزاده استاد و کارشناس اشعه‌های خورشیدی و آقای دکتر نصیری قیداری رئیس انجمن نجوم ایران و در یک گفتگوی مفصل به بررسی موضوع پرداختند. دکتر ایرج ملکپور قبلا در سال ۱۳۸۱ کتابی به نام بشقاب پرنده تألیف کرده بود و تقریباً تمام مطالبی که در تلویزیون مطرح کرد قبلا در کتابش آورده بود.
این مشاهدات تا دهم اردیبهشت ادامه داشت و بسیاری از روزنامه‌ها و مجلات در این مدت به انتشار این اخبار می‌پرداختند. از طرفی به بهانه این موضوع به انتشار مقالات و اخبار قبلی موضوع بشقاب پرنده و موجودات فضایی و یوفوها پرداختند.

## ۱۳۸۴
- یک گردشگر گفت که یک بشقاب پرنده را در حال پرواز در نزدیکی آرامگاه کوروش بزرگ مشاهده کرده است.[۸]

## ۱۳۸۵
- شاهدان عینی به خبرنگار خبرگزاری فارس گفتند که صبح چهارشنبه یک فروند شیء ناشناس پرنده در کوه‌های بارز کرمان سقوط کرده است. ابوالقاسم نصراللهی، معاون کل استانداری کرمان در گفت و گو با خبرگزاری فارس: «تمامی هواپیماهای این منطقه را شناسایی کرده است»، اما احتمال شهاب بودن این شی را رد نکرد. شاهد دیگری نیز به خبرگزاری فارس گفت «این شی با دود غلیظی که از آن می‌آمد آتش می‌گرفت» و مدعی شد که این شیء شهاب سنگ نبوده است. با این حال، شهاب‌ها به‌عنوان گلوله‌های آتشین درخشان در آسمان مشاهده می‌شوند، زیرا به دلیل فشار قوچ در دمای بالا گرم می‌شوند و با سرعت بالا در جو زمین سقوط می‌کنند. شهاب‌ها اغلب قبل از رسیدن به زمین کاملاً می‌سوزند و برخی از آنها دنباله‌ای دود مانند به جای می‌گذارند. ابوالقاسم خاطرنشان کرد: «چند روز قبل در رفسنجان حادثه مشابهی توسط شاهدان گزارش شده بود»

## ۱۳۸۶
- پرواز اشیای نورانی در آسمان تهران و اصفهان، اتفاقی بود که کارشناسان فعال در حوزه نجوم آن را با شلیک موشک‌های بالستیک مرتبط دانستند. در آن زمان خبرگزاری یونایتدپرس نوشت: «این احتمال که اشیای ناشناس پرنده ممکن است ابزارهای جاسوسی و شناسایی باشند، قابل رد کردن نیست و به اعتقاد کارشناسان برخی مواردی که تاکنون دربارهٔ رؤیت اشیای پرنده ناشناس گزارش شده، در واقع مربوط به پروازهای جاسوسی و شناسایی بوده است».[۴]

## ۱۳۹۰
- اولین گزارش مربوط به مشاهدهٔ یوفوها در استان کرمان مربوط به ۱۳۸۱ و مشاهدهٔ جسمی نورانی بر فراز شهر کرمان است. دومین گزارش رویت آن‌ها مربوط به زمستان ۱۳۸۵ است که مردم شیء نورانی را مشاهده کردند که به کوه بارز برخورد کرد و صدای ایجاد شده از آن به قدری مهیب بود که حتی در شهر کرمان هم شنیده شد. سومین گزارش مربوط به ۱۵ دی ۱۳۸۹ است که به غیر از شهرهای کرمان، راور، بافت در زاهدان استان سیستان و بلوچستان هم دیده شد. چهارمین گزارش مربوط به سال ۱۳۹۰ است که رؤیت یوفوها در سرتاسر استان گزارش شده و حتی برخی برخورد آن‌ها با زمین را مشاهده کردند.[۹][۱۰]

## ۱۳۹۱
- ۱۸ خرداد سال ۱۳۹۱، توده نوری سفیدرنگ و بزرگ در آسمان تبریز، همدان، شیراز، کرج، تهران، کرمانشاه، شاهرود و مشهد دیده شد. البته ایران تنها کشوری نبود که در آن روز چنین اتفاقی را تجربه کرد، چراکه اخبار مشاهده شیء ناشناس در کشورهای همسایه ایران مانند آذربایجان، افغانستان و لبنان به گوش رسید. همزمان بودن این پدیده با رزمایش پدافند هوایی ایران و همچنین شلیک موشک بالستیک قاره‌ای روسیه موجب شد تا برخی این شیء ناشناس را وابسته به تحرکات نظامی بدانند.[۴]

## ۱۳۹۳

### خرداد ۱۳۹۳
- در آخرین روزهای اسفندماه، آسمان شهرهای شمالی ایران همچون رودسر، تنکابن، محمودآباد، بابلسر، لاریم، امیرکلا و بابل میزبان یک مهمان ناخوانده بودند. فرمانده سپاه بابلسر در این رابطه گفته بود: «هنوز ماهیت آن برای ما مشخص نیست. احتمال می‌دهیم شیء رؤیت شده، فضانوردان قزاقستان باشند. با استعلامی که از فرودگاه‌های دشت‌ناز، امام و مهرآباد گرفتیم، هیچ هواپیمای داخلی و خارجی نداشتیم که مسیر پروازی درون دریای خزر داشته باشد». این تنها اتفاق عجیب در آن سال نبود، چراکه در خرداد سال ۹۳ نیز اهالی ارومیه تماس‌های متعددی با مراکز امدادی گرفتند و از سقوط یک شیء نورانی در اطراف شهر خبر دادند. با وجود آنکه پلیس و نیروهای امدادی در محل سقوط احتمالی حضور یافتند، ردی از سقوط هواپیما به‌دست نیاوردند. با بررسی‌های انجام‌شده، فرضیه سقوط شهاب سنگ و بالن نیز رد شد و مانند گذشته برخی از متخصصان حوزه هوا و فضا این شیء نورانی را با آزمایش موشک‌های بالستیک مرتبط دانستند.[۴]

### آبان ۱۳۹۳
- در تاریخ شنبه ۱۷ آبان ۱۳۹۳، برخی وبگاه‌های مختلف خبری اعلام‌داشتند، که روزنامهٔ هافینگتون پست با انتشار تصاویر و فیلم، مدعیِ پرواز نوعی از بشقاب پرنده در حریم هوایی ایران شده است. بنا به این گزارش‌ها، روزنامهٔ هافینگتون پست مدعی شده مسافرِ هواپیمایی تجاری فیلمی ضبط کرده که پرواز یک شیء پرندهٔ ناشناس در حریم هوایی ایران را نشان می‌دهد. بر اساس این گزارش، این شیء ناشناس پرنده، به شکل یک‌دیسک بوده است و در زیرِ هواپیمای مسافربری موردنظر، در حال پرواز بوده است.[۱۱][۱۲][۱۳][۱۴]

## ۱۳۹۵

### دی ۱۳۹۵
- عصر روز دوشنبه، ۲۷ دی‌ماه ۱۳۹۵، برای نخستین بار بعد از ۴۰ سال، شیء ناشناس پرنده در آسمان تهران مشاهده شد و پدافندهای سپاه پاسداران اقدام به شلیک و انهدام آن کردند اما این شیء درخشان بسیار سریع حرکت می‌کرد و فاصلهٔ آن تا محل رویت زیاد بود. رسانه‌ها اعلام کردند که این شیء یک پهپاد کنترلی بوده است.

### اسفند ۱۳۹۵
- عصر روز یکم اسفندماه ۱۳۹۵، مردم چند شهر ایران گزارش رویت یک شیء نورانی را دادند و فیلم‌هایی هم از این شیء ناشناس منتشر شد. این شیء ابتدا در شهرستان پاوه و شهرهای بروجن و رویدر دیده شد اما پس از چند دقیقه مردم از شهرهای مختلف ایران توانستند شیء مذکور را رویت کنند. برنامه‌های خبری رسمی صدا و سیمای جمهوری اسلامی ایران، به نقل از «قرارگاه پدافند هوایی خاتم الانبیا» ادعا کردند این شیء بخشی از موشک فضایی آزمایشی یکی از کشورهای غربی بوده که از خاک همان کشور پرتاپ شده است.[۱۵]
- دو شهر در کرمانشاه و هرمزگان در اسفند سال ۹۵، شاهد یک شیء نورانی بودند. مردم شهر پاوه و رویدر یک شیء ناشناختانه را گزارش کردند و براساس اطلاعات منتشرشده در آن سال، باید گفت که این شیء نورانی که چند چراغ نورانی داشت، پس از ۱۰ دقیقه پرواز محو شد.[۴]

## ۱۳۹۶
- در این سال روایتی مشابه سال‌های ۸۶ و ۹۱ در رابطه با شیء نورانی مطرح شد. معاون عملیات قرارگاه پدافند هوایی ارتش در آن زمان اعلام کرده بود: «این شیء نورانی در حوالی ساعت۷ بعدازظهر در برخی از نقاط ایران مانند قزوین، بیرجند، طبس، یزد، اراک، شیراز و تهران قابل مشاهده بوده است. بررسی‌های دقیق و کارشناسی پدافند نشان داد که رؤیت این شیء نورانی مربوط به موشک بالستیک RS-12M روسیه با برد ۱۰۰۰ کیلومتر بوده است که از میدان تیری در شمال دریای خزر شلیک و در محلی به نام ساری‌شاگان قزاقستان فرود آمده است».[۴]

## ۱۳۹۸
- مردم سنندج، کرمانشاه و اهواز در حوالی ساعت۱۰ نخستین روز تیرماه، شیء نورانی سبزرنگی را گزارش کردند. در آن زمان فرضیه‌های مختلفی مطرح شد، از یک‌سو برخی این پدیده را ناشی از تخلیه سوخت موشک فضایی دانستند و برخی نیز همچون معاون سیاسی، امنیتی و اجتماعی استاندار کردستان، آن شیء نورانی را اجرام آسمانی معرفی کردند؛ گفته‌هایی که هیچ‌کدام به تأیید نهایی نرسیدند.[۴]

## ۱۳۹۹
- ۹ شیء نورانی در آسمان تهران موجب هراس پایتخت‌نشینان شد و کارشناسان نجوم در پاسخ به ابهامات این پدیده ناشناخته اعلام کردند که این اشیای نورانی، قسمتی از ماهواره‌های استارلینک بودند که این‌بار برای قرار گرفتن در مدار خود از روی آسمان تهران گذر کردند.[۴]

## ۱۴۰۲
- در ۳۱ مرداد ۱۴۰۲ در اردبیل، منطقه شهرک کوثر شئ ناشناسی بصورت نواری شکل و نورانی توسط مردم محلی مشاهده شده است.[نیازمند منبع]